# Народность
Народность — исторически сложившаяся общность людей, возникающая из отдельных племён при распаде родоплеменных отношений.
Характеризуется единством языка, территории, обычаев и культуры. 
Термин «народность» не имеет чётких критериев и трактуется по-разному в различных словарях, и в наше время часто используется в качестве синонимов слов «этнос», «народ». В современной литературе идёт дискуссия о признаках и соотношении народности и нации.
В советском общественно-политическом языке народность рассматривалась в первую очередь в качестве типа этнической общности, которая исторически предшествует нации. Такое понимание народности наметилось ещё в дореволюционной литературе. В рамках сталинской типологии этнических общностей народность соответствует эпохе раннеклассовых обществ, что было усвоено теорией этноса современного периода.